# エル・ファクトリー
株式会社エル・ファクトリー（英: L FACTORY Co.ltd）は、かつて存在した日本の番組制作会社、芸能プロダクションである。現在の株式会社ミックスゾーン。

## 概要
2008年7月17日設立。ラジオ番組の制作、放送局出身のアナウンサー、タレント・野球評論家・文化人などのマネジメント活動を行うニッポン放送の完全子会社で、本社と事務所はニッポン放送本社ビル内に位置し、全役員はニッポン放送の幹部が兼務している。
2017年11月1日付で、グループ会社でラジオ番組を制作するサウンドマンと合併契約を締結し、2018年4月1日付で同社が法人格を引き継ぐ形で株式会社ミックスゾーンへと社名を変更した。サウンドマンの所在地だった内幸町1丁目のオフィスビルへ本社を移転した。

## 登録アナウンサー・タレント
●はニッポン放送OB・OG、☆はミックスゾーン社に転籍。業務提携の登録であったため、他のプロダクションとも契約している人物が多かった。
また、2015年入社以降のニッポン放送アナウンサーの所属はエル・ファクトリーとなっているが、採用作業はニッポン放送の側で行っているため、当該事務所の所属として紹介されていないが、就業待遇等はエル・ファクトリーの基準に準じている。

### 2018年3月時点

#### 男性
- 上野智広（元文化放送アナウンサー、オフィスキイワード所属）
- 遠藤一平（映画監督、フリー）
- 胡口和雄●☆（アナウンス部長、ミックスゾーン移行）
- 齋藤明夫（元横浜大洋ホエールズ・千葉ロッテマリーンズ投手コーチ、クマモトコミュニケーションズ所属）
- ニンジャ HIROKI☆（タレント、フリー）
- 水野雄仁（野球評論家、元読売ジャイアンツ投手、オフィス ウィン所属）
- 波多江孝文●（リベルタ所属)
- 深山計●（ライツ所属、2018年11月1日死去）
- 山田透●（キャスト・プラス所属）

#### 女性
- 荒木利香（フリーアナウンサー、株式会社白欧企画所属）
- 石川みゆき●☆（シグマ・セブン所属）
- 上田郁代（タレント、インターメディアエンタテイメント所属）
- 小林紀美（タレント、フリー）
- 坂本梨紗☆（元看護師、同社主催「ニッポン放送 プロフェッショナルアナウンスセミナー」出身のフリーアナウンサー、ミックスゾーン移行）
- 咲良☆（漫画家、ミックスゾーン移行）
- 新内眞衣（元乃木坂46。2014年4月から2018年3月まで当社社員として勤務する傍ら「OL兼任アイドル」として乃木坂の活動を行った。厳密には登録者ではないため、プロフィールは掲載されなかった[3]。乃木坂としては乃木坂46合同会社所属、乃木坂卒業後はセント・フォース所属）
- 田代あい（元青森放送アナウンサー、フリーアナウンサークラブ所属）
- 田中美和子☆（元東京ディズニーランドアンバサダーのフリーアナウンサー、ミックスゾーン移行）
- 坪内千恵子（当初からフリーアナウンサー、レプロエンタテインメント所属）
- 西由希子
- 西村知江子●（フリー）
- 平田静子（元フジテレビ・扶桑社プロデューサー、ヒラタワークス所属）
- ひろたみゆ紀☆[4]（元NHK宇都宮放送局契約アナウンサー、エフエム栃木アナウンサー、ミックスゾーン移行）
- 宮崎文子●（フリー）
- 八雲ふみね（タレント、八雲ふみね事務所所属）
- 吉見由香（元京都放送アナウンサー、オールウェーブ・アソシエツ所属）

#### グループ
- Alliance Japan（咲良が所属するアカペラユニット、フリー）

### 過去の登録者
- 小口絵理子●（2013年12月死去）
- 関野浩之（声優・ナレーター、アップドラフト所属）
- 林家あずみ（タレント・三味線漫談家、フリー）
- キャサリン小林（タレント、キャスター、DJ、フリー）
- 比嘉憲雄●（2014年7月死去）
- MIKAKO
- Lily.K（画家）